# Andrzej Gotowt
Andrzej Gotowt (ur. 14 marca 1946 w Toruniu) – polski żeglarz regatowy, sześciokrotny mistrz Polski w klasach Hornet, Tornado i Latający Holender, srebrny medalista Pucharu Europy w klasie Latający Holender, trener reprezentacji Szwecji.
Jest absolwentem Akademii Wychowania Fizycznego w Poznaniu (specjalizacje: narciarstwo alpejskie, lekka atletyka, gimnastyka przyrządowa). Ukończył Akademię Wychowania Fizycznego w Gdańsku (specjalizacja żeglarstwo regatowe – mgr AWF, trener I Klasy)

## Osiągnięcia sportowe
W 1966 roku zajął piąte miejsce na Mistrzostwach Świata w klasie Hornet. Startował z sukcesami w Pucharze Europy – w 1969 zajął drugie miejsce w Pucharze Europy w klasie Latający Holender (Genewa 1969). Przez 26 lat był w reprezentantem Polski, startując w Mistrzostwach Europy i Świata oraz imprezach międzynarodowych w klasach: Hornet, Latający Holender, 470 oraz Tornado

## Kariera trenerska
- Trener koordynator klubu AZS Toruń[6]
- Trener reprezentacji olimpijskiej w klasie "Soling" do olimpiady w Moskwie w 1980 roku[6]
- Trener reprezentacji Szwecji w klasie OK Dinghy[7]